# Barnsteen

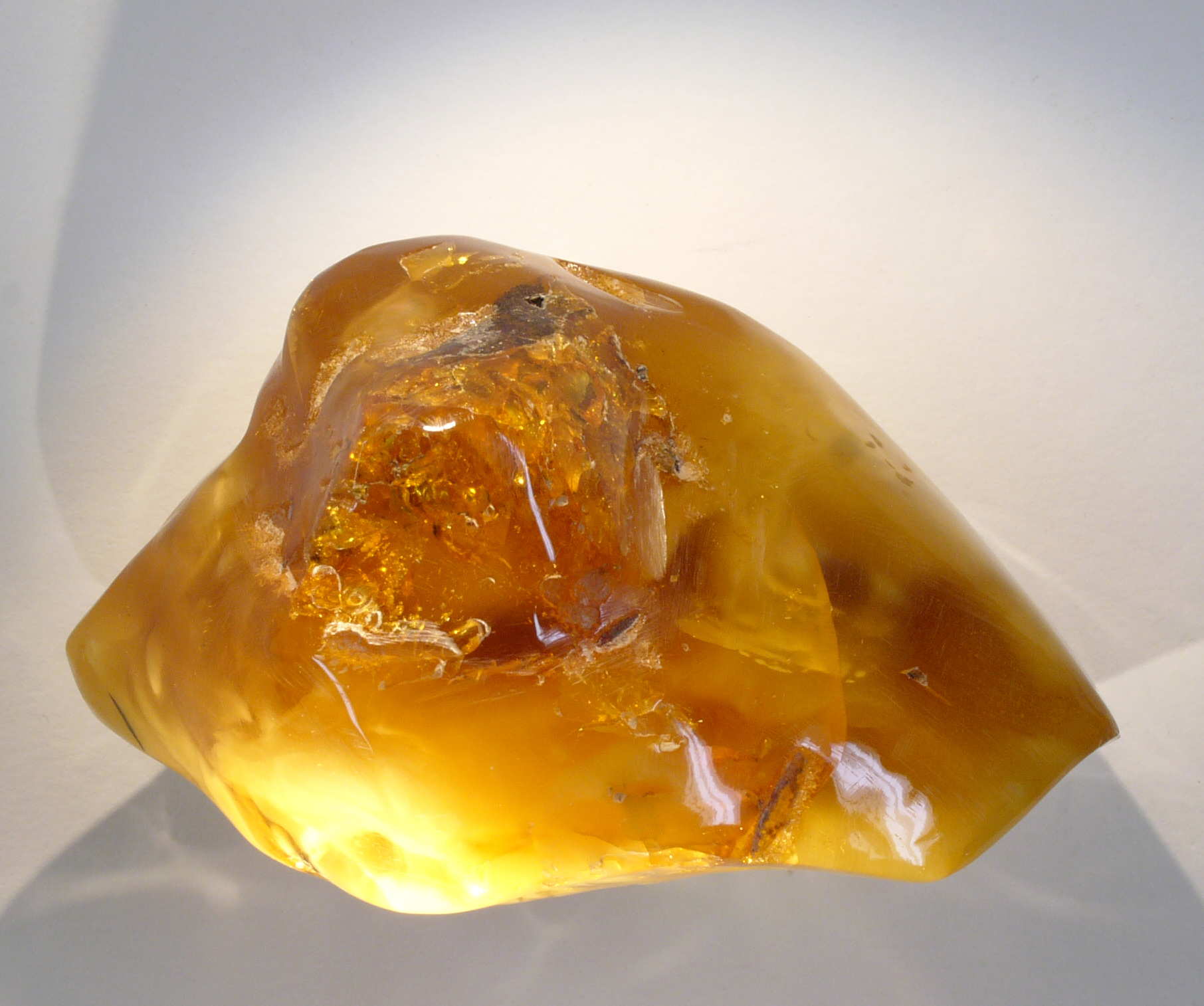
Barnsteen

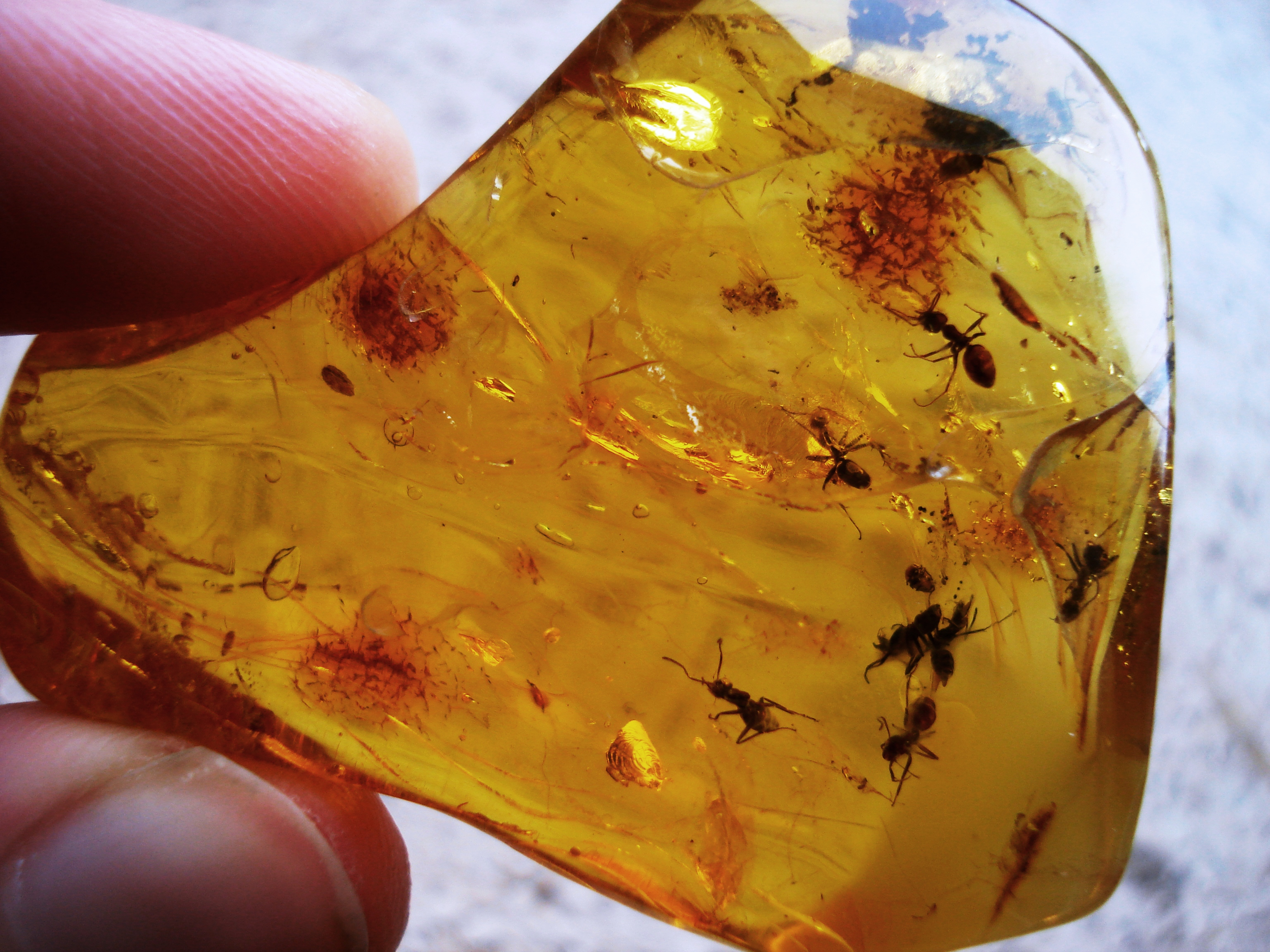
Barnsteen met ingesloten insecten

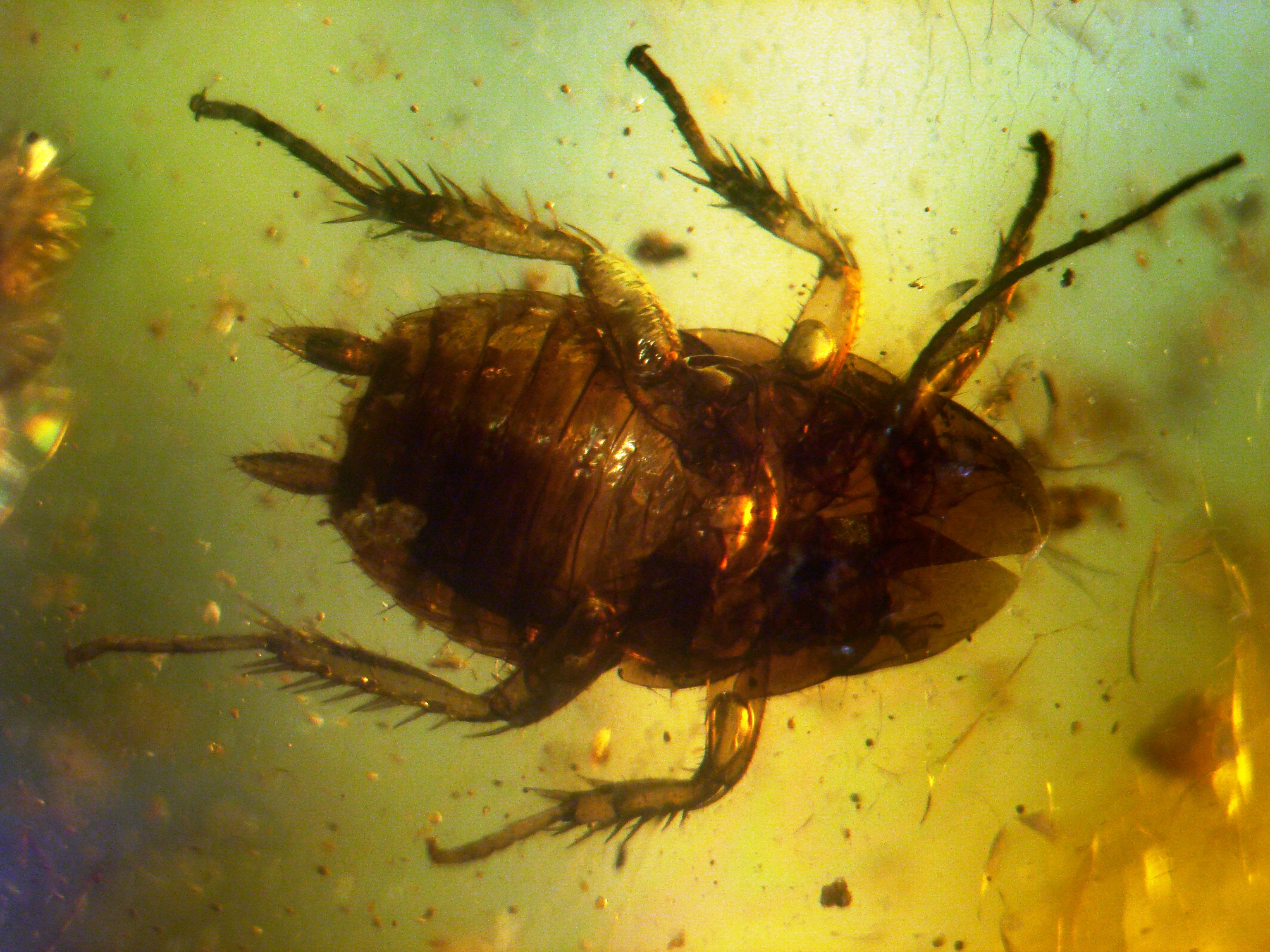
Barnsteen met ingesloten kakkerlak (40-50 miljoen jaar oud)

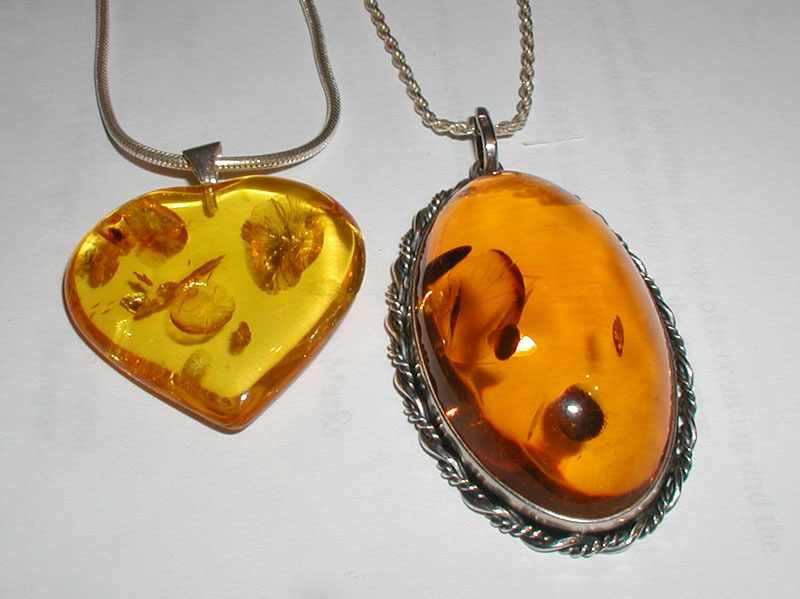
Sieraden van barnsteen

Barnsteen (Engels: Amber) is een fossiele hars die afkomstig is van naaldbomen. Deze bomen werden veelal aangeduid met de wetenschappelijke soortnaam Pinus succinifera. De hars is miljoenen jaren geleden uit de bomen gedropen en daarna versteend. Barnsteen stamt uit het Mesozoïcum tot aan het Kwartair. Barnsteen is meestal warmgeel tot donkerrood van kleur, maar er bestaan ook meer groen-, blauw- of zelfs zwartgekleurde soorten. Doorzichtige barnsteen wordt algemeen het mooist gevonden en is het kostbaarst.
Mineralogisch bezien heeft barnsteen een amorfe structuur. Het is vrij zacht, de hardheid bedraagt 2-2,5 (schaal van Mohs).

## Etymologie
Het woord 'barnsteen' is afkomstig van het Nedersaksische woord börnen dat 'branden' betekent. Inderdaad is deze halfedelsteen brandbaar.
Barnsteen heet in het Engels amber en dit woord wordt ook in Nederlandse vertalingen wel aangetroffen. In het Nederlands wordt echter met 'amber' meestal een substantie uit de darmen van de potvis bedoeld. Het Engelse woord amber duidt ook op een oranje kleur en wordt gebruikt voor de gele lamp van verkeerslichten (de term ambergeel komt ook voor in de apk-regelgeving van verlichting als synoniem van oranje). Het woord amber voor barnsteen bestaat al sinds de middeleeuwen en staat in Van Dale als gangbaar synoniem. Dat barnsteen wel gele amber heet, naast de grijze amber van de potvis, komt waarschijnlijk doordat ze beide voornamelijk op stranden worden gevonden.
Een algemene groep landslakken zijn de barnsteenslakken. Zij zijn zo genoemd vanwege de barnsteengele kleur van het slakkenhuis. De wetenschappelijke naam van een barnsteenslakkensoort luidt Succinea putris.
Barnsteen wordt (net als git) elektrisch geladen door het langs een diervacht te wrijven. Om deze reden is de term elektriciteit afgeleid van het Griekse woord voor barnsteen, elektron (Latijn: electrum).

## Ontstaan
Het feit dat veel insecten in barnsteen worden aangetroffen ontging de Romeinen niet. Zij verklaarden dit (correct) door aan te nemen dat barnsteen vloeibaar was toen het de insecten bedekte. Derhalve noemden zij de steen succinum ofwel gum-steen. De naam komt nu nog voor in succinaat, de naam van zouten en esters van barnsteenzuur, en in de wetenschappelijke naam voor de dennensoort Pinus succinifera en in succinite, een naam die door James Dwight Dana werd gegeven aan een bepaald type barnsteen dat uit het Oostzeegebied afkomstig is.
Zoals nog bij de tegenwoordige dennen het geval is, loopt er uit kleine beschadigingen van de schors hars uit de boom. Deze hars beschermt de boom tegen insecten en schimmels. In vroeger tijden zijn door de bomen in het Oostzeegebied grote hoeveelheden hars geproduceerd. Na de ijstijd is het barnsteen door smeltwater uit de grond gespoeld en in zee terechtgekomen.
Jongere, niet gefossiliseerde barnsteen heet 'kopal'. Het voelt vettig aan.

## Fysieke eigenschappen
Barnsteen heeft een hardheid van 2,0 tot 2,5 op de Schaal van Mohs, een brekingsindex van 1,537 tot 1,545 en een relatieve dichtheid van 1,06 tot 1,10. Het smeltpunt van barnsteen varieert van 250 tot 300 °C.

## Chemische samenstelling

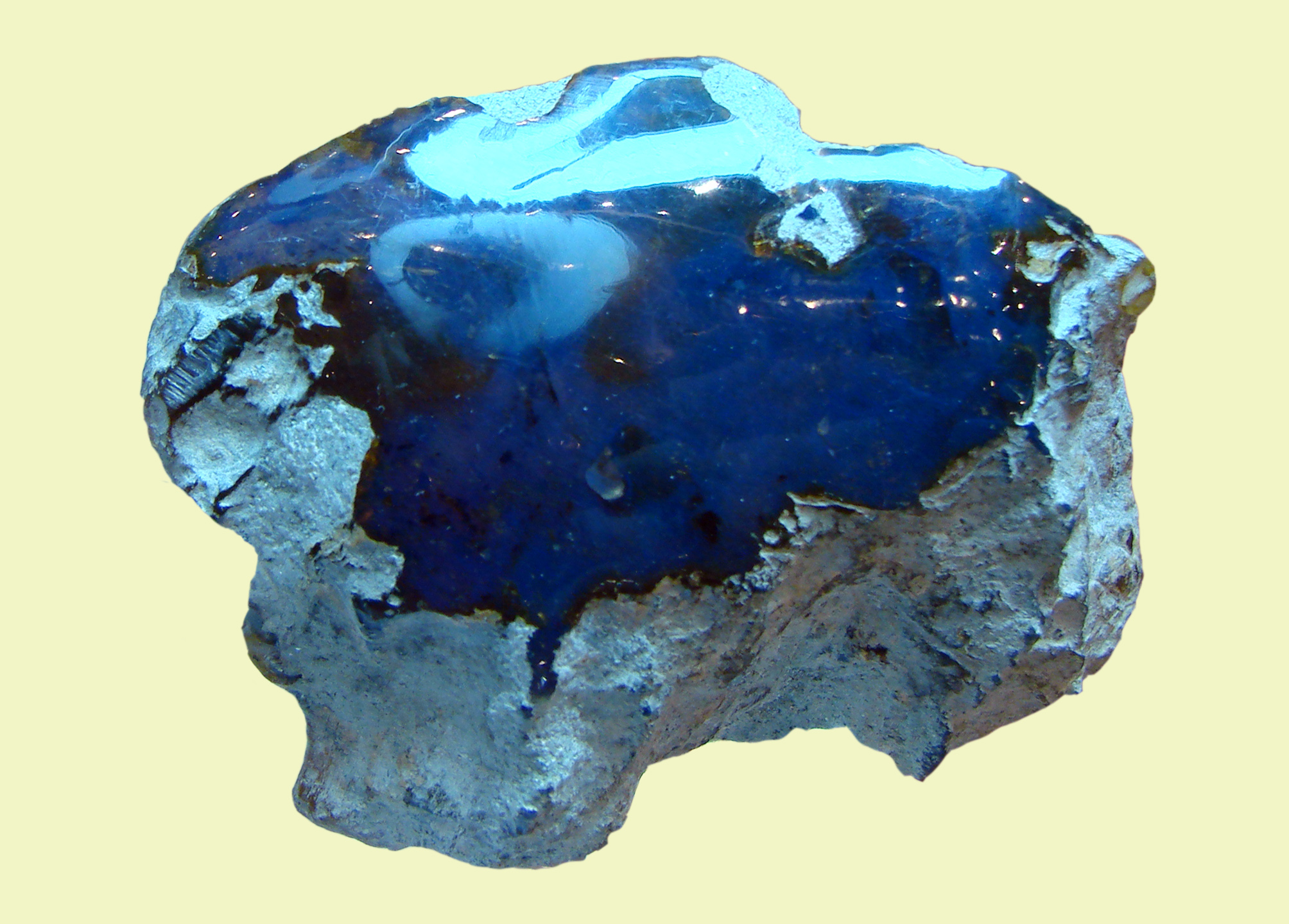
Blauwe barnsteen uit de Dominicaanse Republiek

Barnsteen bestaat voornamelijk uit koolwaterstoffen doordat het uit organisch materiaal is ontstaan; voornamelijk koolhydraten. Tijdens de verstening van de hars zijn de koolhydraten alle zuurstofatomen kwijtgeraakt. De koolwaterstoffen kunnen zeer lange ketens vormen, zogenoemde macromoleculen. Doordat het barnsteen uit koolwaterstoffen bestaat is het niet vreemd dat barnsteen brandbaar is.

## Fossielen in barnsteen
Soms komt een insect in de vloeibare hars terecht. Dit fossiel blijft in de versteende barnsteen zichtbaar. Door de ouderdom verdwijnen de kleuren van het insect en wordt het zwart. In tegenstelling tot wat in de film Jurassic Park wordt gesuggereerd, is het niet mogelijk om DNA van dieren zoals dinosauriërs uit door fossiele insecten opgezogen bloed te halen.

## Vindplaatsen
De voornaamste vindplaats van barnsteen is het Oostzeegebied. Het schiereiland Samland in het Russische gebied Kaliningrad is goed voor 90% van de wereldproductie. Ook in de ruime streek van Sint-Petersburg vindt men het op strand of in de bodem, dicht bij het aardoppervlak.
In Polen en Denemarken spoelt het aan op strand, maar ook bijvoorbeeld op de Nederlandse Waddeneilanden. Vroeger bestond Denemarken uit zee met eilandjes erin. Daarom wordt in Denemarken ook op het land barnsteen gevonden. De groeve van Bitterfeld in Duitsland en meerdere plaatsen in Polen leveren ook barnsteen. In de buurt van Gdańsk zoeken kustbewoners (de zogenaamde barnsteenvissers) regelmatig en vooral na een storm aan de vloedlijn, in het natte zand en op rotsen naar barnsteen uit de Oostzee. Op Helgoland wordt al sinds de oudheid barnsteen gevonden.
Men vindt ook kleine hoeveelheden in Syrië, Libanon, Thailand, Vietnam, Canada en de VS. Blauwe barnsteen (blauwe amber) vindt men in de Dominicaanse Republiek.

## Gebruik van barnsteen

Barnstenen kralen uit de ijzertijd, waarschijnlijk gedragen in het haar, gevonden in Meteren

Uit alle perioden van de prehistorie is het gebruik van barnsteen als kralen, hangers en knopen bekend. De rendierjagers van de Hamburgcultuur, die omstreeks 11000 v.Chr., aan het eind van de laatste ijstijd rondtrokken gebruikten barnsteen. Barnsteen is in hun kampen in Nederland opgegraven bij Ureterp en Vledder. Klei en veen zijn gunstig voor de conservering van barnsteen. In de zandgronden verweert het echter snel en neemt het een zandkleur aan. Waarschijnlijk is het daarom vrij weinig gevonden in mesolithische nederzettingen op de Nederlandse zandgronden. In een skeletgraf bij Swifterbant uit 4000 v.Chr., werd op het voorhoofd van een dode man een snoer van vijf grote barnstenen kralen gevonden. Ook werd barnsteen aangetroffen in enkele hunebedden. Ook in het kralensnoer van Exloo is barnsteen verwerkt.

## Synthetisch en Imitatie
Synthetisch barnsteen, ook wel "resiniet" genoemd, ontstaat door het polymeriseren van specifieke soorten hars. Daarnaast bestaan er veel vervalsingen van barnsteen, vervaardigd uit materialen zoals plastic, glas en andere soorten hars. Het onderscheiden van synthetisch barnsteen en imitatiebarnsteen vereist doorgaans de expertise van een specialist, die vaak geavanceerde technieken zoals infraroodspectroscopie inzet voor de analyse.

## Barnsteen in de mythologie
In de Griekse mythologie liet de god Helios op een dag zijn zoon Phaëton de zonnewagen besturen. Maar Phaëton kon de paarden niet in toom houden, waardoor de zon hemel en aarde verschroeide. Zo kregen de mensen in Ethiopië hun donkere kleur. Om de aarde te redden gooit Zeus zijn bliksemschicht naar Phaëton waardoor deze dood ter aarde valt. De zusters van Phaëton, de Heliaden, bewenen hem. Hun tranen druppelen neer en stollen tot barnsteen.
De Griekse mythologische figuur Elektra wordt vereenzelvigd met barnsteen. Het Griekse woord voor barnsteen is "elektron" (ηλεκτρον). Het Nederlandse woord "elektriciteit" is daarvan afgeleid, vanwege het feit dat een stuk barnsteen dat tegen een dierlijke vacht aan wordt gewreven, statisch geladen wordt.
Barnsteen was volgens de Grieken afkomstig van de barnsteeneilanden, die men situeerde in de monding van de legendarische Barnsteenrivier in het hoge Noorden, de Eridanos.

## Barnsteenroutes

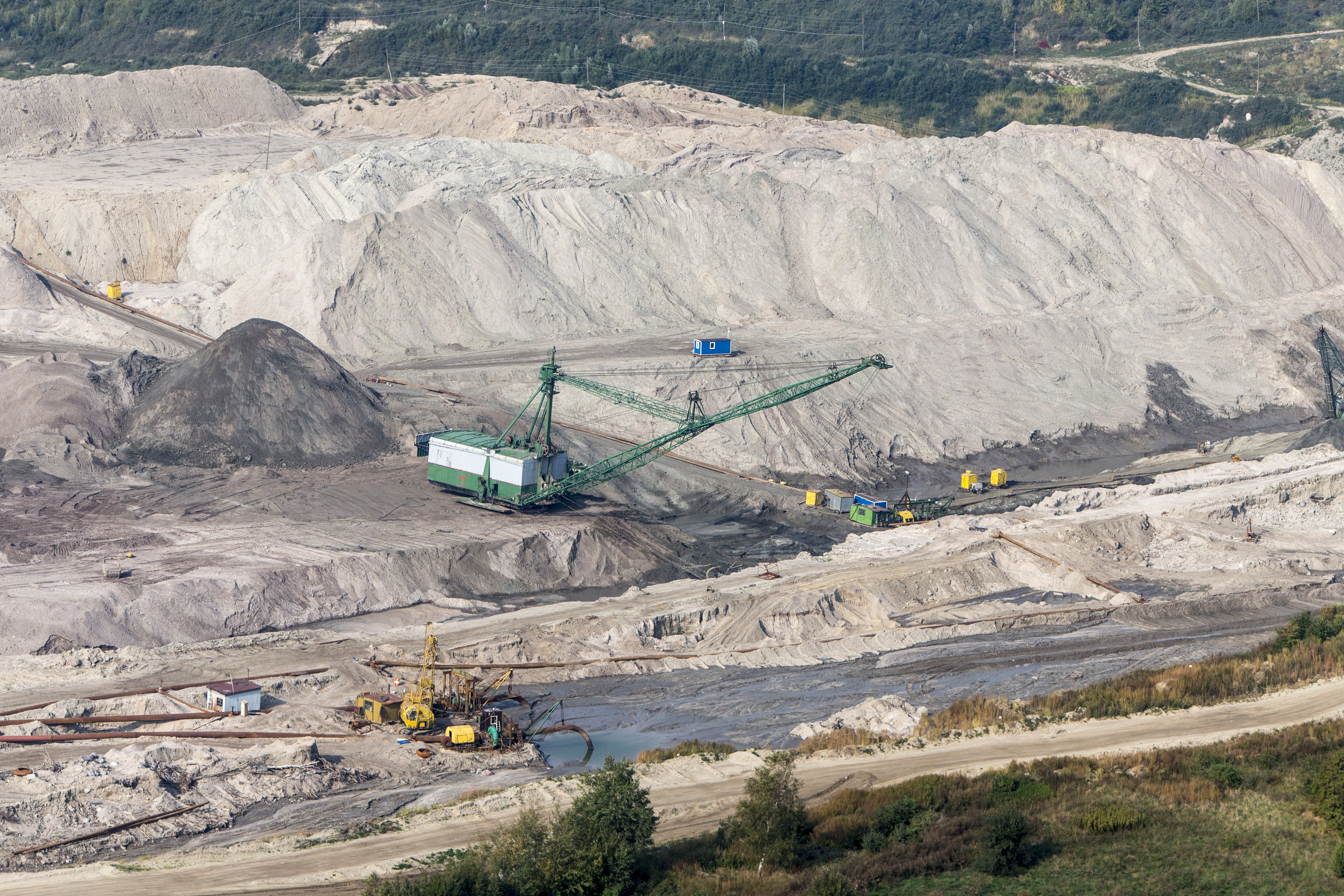
Barnsteenmijn bij Kaliningrad

In de oudheid werd barnsteen met veel winst verhandeld. Verscheidene karavaanwegen hebben enkele eeuwen voor Christus de vindplaatsen aan de Oostzee (Estland) en Noordzee (Denemarken) verbonden met de afnemers in het Middellandse Zeegebied via verschillende barnsteenroutes. In faraonisch Egypte was barnsteen zeer geliefd. Archeologen vonden er barnsteen samen met andere vondsten die tot 3.200 jaar oud zijn.  Farao Toetankhamon had juwelen uit amber bij zijn grafgiften en voorwerpen uit deze materie werden geofferd in de tempel van Apollo te Delphi. Ook de Etrusken en Romeinen importeerden barnsteen. 
Barnsteen wordt regelmatig aangetroffen in archeologische opgravingen in het Middellandse Zeegebied en het Midden-Oosten. Aangezien het gehalte aan barnsteenzuur bij barnsteen uit het Baltische gebied een aantal malen hoger is dan van bronnen elders, kan met zekerheid gezegd worden dat ze van de kusten van de Oostzee afkomstig is. Er zijn vondsten uit het gebied van de Myceense beschaving, maar ook in het gebied van de Late Bronstijd en Vroege IJzertijd van de Levant. In Myceens Griekenland was er zelfs een re-di-na-to-mo, een beroepsmatige 'harssnijder' die sieraden uit de fossiele hars sneed.
Ook in Mesopotamië, vooral Assyrië worden barnstenen voorwerpen aangetroffen. Bij toeval werd er een beeldje ontdekt van niet minder dan 28 cm grootte, gesneden in een Assyrische stijl die laat zien dat het in het tijdvak van tussen Assurnasirpal II en Tiglat-Pileser III gemaakt moet zijn. Een en ander laat zien dat ruwe barnsteen verhandeld werd over verrassend lange afstanden. Dit verklaart mogelijk ook de verbijsterende vondst van de god van Šernai: een Kanaänitisch beeldje in Litouwen, hoewel niet bewezen kan worden dat het niet veel later daar terechtgekomen is. Taalkundig is er echter ook een opmerkelijke zaak. Het woord voor barnsteen in Assyrisch (Akkadisch) is elmešu en dat moet een leenwoord zijn. (In het Hebreeuws geldt hetzelfde voor hašmal.) Men vermoedt dat het verwant is aan het Estische woord helmes dat nu ‘kraal‘ betekent, maar vroeger met barnsteen geassocieerd werd. Bijvoorbeeld el'maz in het Lijfs betekent ‘barnsteen’. Echter, helmes is ook geen erfwoord in de Fins-Oegrische talen. Het is waarschijnlijk ouder en komt van een substraattaal.